# Region Asien-Pazifik und Mittlerer Osten (Little League Baseball World Series)
Die Region Asien-Pazifik und Mittlerer Osten ist eine der acht internationalen Regionen, welche Teilnehmer an die Little League Baseball World Series, dem größten Baseball-Turnier für Jugendliche, entsendet. Die Region nimmt schon seit 1962 an diesem Turnier teil, damals noch unter der Bezeichnung Region Ferner Osten. Als 2001 das Teilnehmerfeld verdoppelt wurde, wurde die Region Ferner Osten in die Regionen Asien und Pazifik aufgeteilt. 2007 wurden die Gruppen wieder zusammengeführt zur Gruppe Asien-Pazifik und Japan wurde eine eigene Region. Ab 2013 wird Australien eine eigene Region, die Nahost-Staaten, ausgenommen Israel und der Türkei, der Gruppe Mittlerer Osten – Afrika werden der Gruppe Asien-Pazifik zugeteilt.
Im April 1997 teilten die nationalen Organisatoren Taiwans mit, dass sie keine weiteren Mannschaften an die Little League World Series mehr entsenden, da sie der Meinung waren, dass dieses Turnier nicht mehr mit der nationalen Sportförderung vereinbar sei. Des Weiteren sahen sie sich nicht mehr im Stande die Reglemente der LLWS einzuhalten. Erst 2003 wurde wieder eine Mannschaft entsandt.

## Teilnehmende Staaten

Teilnehmer der Region Asien-Pazifik und Mittlerer Osten (nicht im Bild Neuseeland)

Zurzeit sind folgende Nationen in dieser Region organisiert (Stand: 2013):
- Chinesisch Taipeh
- Guam
- Hongkong
- Indonesien
- Neuseeland
- Nördliche Marianen
- Philippinen
- Saudi-Arabien
- Singapur
- Südkorea
- Thailand
- Vereinigte Arabische Emirate
- Vietnam

## Region Ferner Osten (1962–2000)

### Resultate an den Little League World Series
| Jahr | Mannschaft                                                              | Stadt                                                                   | Klassierung                                                             | W-L                                                                     |
| ---- | ----------------------------------------------------------------------- | ----------------------------------------------------------------------- | ----------------------------------------------------------------------- | ----------------------------------------------------------------------- |
| 1962 | Kunitachi LL                                                            | Kunitachi                                                               | 6. Platz                                                                | 1–2                                                                     |
| 1963 | Gyokusen LL                                                             | Tokio                                                                   | Aufgabe                                                                 | Aufgabe                                                                 |
| 1964 | Tachikawa City LL                                                       | Tokio                                                                   | 4. Platz                                                                | 1–2                                                                     |
| 1965 | Arakawa LL                                                              | Tokio                                                                   | 6. Platz                                                                | 1–2                                                                     |
| 1966 | Wakayama LL                                                             | Osaka                                                                   | 4. Platz                                                                | 1–2                                                                     |
| 1967 | West Tokyo LL                                                           | Tokio                                                                   | Weltmeister                                                             | 3–0                                                                     |
| 1968 | Wakayama LL                                                             | Osaka                                                                   | Weltmeister                                                             | 3–0                                                                     |
| 1969 | Taichung LL                                                             | Taichung                                                                | Weltmeister                                                             | 3–0                                                                     |
| 1970 | Chiayi LL                                                               | Chiayi                                                                  | 5. Platz                                                                | 2–1                                                                     |
| 1971 | Tainan LL                                                               | Tainan                                                                  | Weltmeister                                                             | 3–0                                                                     |
| 1972 | Taipei LL                                                               | Taipeh                                                                  | Weltmeister                                                             | 3–0                                                                     |
| 1973 | Tainan LL                                                               | Tainan                                                                  | Weltmeister                                                             | 3–0                                                                     |
| 1974 | Kaohsiung LL                                                            | Kaohsiung                                                               | Weltmeister                                                             | 3–0                                                                     |
| 1975 | Kein Teilnehmer, Internationale Teams wurden vom Turnier ausgeschlossen | Kein Teilnehmer, Internationale Teams wurden vom Turnier ausgeschlossen | Kein Teilnehmer, Internationale Teams wurden vom Turnier ausgeschlossen | Kein Teilnehmer, Internationale Teams wurden vom Turnier ausgeschlossen |
| 1976 | Chofu LL                                                                | Tokio                                                                   | Weltmeister                                                             | 3–0                                                                     |
| 1977 | Li-Teh LL                                                               | Kaohsiung                                                               | Weltmeister                                                             | 3–0                                                                     |
| 1978 | Pinkuang LL                                                             | Pingtung                                                                | Weltmeister                                                             | 3–0                                                                     |
| 1979 | Puzih LL                                                                | Taipeh                                                                  | Weltmeister                                                             | 3–0                                                                     |
| 1980 | Longkuong LL                                                            | Hualien                                                                 | Weltmeister                                                             | 3–0                                                                     |
| 1981 | Taiping LL                                                              | Taichung                                                                | Weltmeister                                                             | 3–0                                                                     |
| 1982 | Puzih LL                                                                | Chiayi                                                                  | 2. Platz                                                                | 2–1                                                                     |
| 1983 | Yodogawa LL                                                             | Osaka                                                                   | 3. Platz                                                                | 2–1                                                                     |
| 1984 | National LL                                                             | Seoul                                                                   | Weltmeister                                                             | 3–0                                                                     |
| 1985 | National LL                                                             | Seoul                                                                   | Weltmeister                                                             | 3–0                                                                     |
| 1986 | Tainan Park LL                                                          | Tainan                                                                  | Weltmeister                                                             | 3–0                                                                     |
| 1987 | Taiping LL                                                              | Hualien                                                                 | Weltmeister                                                             | 3–0                                                                     |
| 1988 | Taiping LL                                                              | Taichung                                                                | Weltmeister                                                             | 3–0                                                                     |
| 1989 | Kang-Tu LL                                                              | Kaohsiung                                                               | 2. Platz                                                                | 2–1                                                                     |
| 1990 | San Hua LL                                                              | Tainan                                                                  | Weltmeister                                                             | 3–0                                                                     |
| 1991 | Hsi Nan LL                                                              | Taichung                                                                | Weltmeister                                                             | 3–0                                                                     |
| 1992 | Zamboanga City LL                                                       | Zamboanga City                                                          | Ausgeschlossen                                                          | Ausgeschlossen                                                          |
| 1993 | Saipan LL                                                               | Garapan                                                                 | 4. Platz, Int.                                                          | 1–2                                                                     |
| 1994 | Li-Jen LL                                                               | Tainan                                                                  | 3. Platz, Int.                                                          | 1–2                                                                     |
| 1995 | Shan-Hua LL                                                             | Tainan                                                                  | Weltmeister                                                             | 4–1                                                                     |
| 1996 | Fu-Hsing LL                                                             | Kaohsiung                                                               | Weltmeister                                                             | 5–0                                                                     |
| 1997 | Seya LL                                                                 | Yokohama                                                                | 3. Platz (geteilt)                                                      | 2–2                                                                     |
| 1998 | Kashima LL                                                              | Kashima                                                                 | 2. Platz                                                                | 3–2                                                                     |
| 1999 | Hirakata LL                                                             | Hirakata                                                                | Weltmeister                                                             | 4–1                                                                     |
| 2000 | Musashi-Fuchu LL                                                        | Tokio                                                                   | 3. Platz (geteilt)                                                      | 3–1                                                                     |

## Region Asien (2001–2006)

### Regionale Meisterschaften
Die jeweiligen Gewinner sind grün markiert.
| Jahr | China                | Chinesisches Taipeh    | Hongkong                  | Japan                    | Südkorea     | Thailand            |
| ---- | -------------------- | ---------------------- | ------------------------- | ------------------------ | ------------ | ------------------- |
| 2001 | kein Teilnehmer      | n/a                    | n/a Hongkong              | Kitasuna LL Tokio        | n/a Südkorea | kein Teilnehmer     |
| 2002 | kein Teilnehmer      | n/a                    | n/a Hongkong              | Sendai Higashi LL Sendai | n/a Südkorea | kein Teilnehmer     |
| 2003 | kein Teilnehmer      | n/a Chinesisch Taipeh  | n/a Hongkong              | Musashi-Fuchu LL Tokio   | n/a Südkorea | kein Teilnehmer     |
| 2004 | kein Teilnehmer      | Shou-Tien LL Kaohsiung | Hong Kong LL Hongkong     | Sendai Higashi LL Sendai | n/a Südkorea | kein Teilnehmer     |
| 2005 | kein Teilnehmer      | n/a Chinesisch Taipeh  | n/a Hongkong              | Chiba City LL Chiba      | n/a Südkorea | n/a Thailand        |
| 2006 | Huangpu LL Guangzhou | Fong-Nien LL Taitung   | Hong Kong LL Causeway Bay | Kawaguchi LL Kawaguchi   | n/a Südkorea | Sanuk LL Chiang Mai |

### Resultate an den Little League World Series
| Jahr | Mannschaft        | Stadt     | Klassierung     | W-L |
| ---- | ----------------- | --------- | --------------- | --- |
| 2001 | Kitasuna LL       | Tokio     | Weltmeister     | 5–1 |
| 2002 | Sendai Hagashi LL | Sendai    | 2. Platz        | 5–1 |
| 2003 | Musashi-Fuchu LL  | Tokio     | Weltmeister     | 6–0 |
| 2004 | Shou-Tien LL      | Kaohsiung | Int. Halbfinale | 2–2 |
| 2005 | Chiba City LL     | Chiba     | 4. Platz        | 4–2 |
| 2006 | Kawaguchi City LL | Kawaguchi | 2. Platz        | 5–1 |

## Region Pazifik (2001–2006)

### Regionale Meisterschaften
Die jeweiligen Gewinner sind grün markiert.
| Jahr | Guam                     | Indonesien         | Neuseeland                    | Nördliche Marianen | Philippinen                  |
| ---- | ------------------------ | ------------------ | ----------------------------- | ------------------ | ---------------------------- |
| 2001 | Central LL Agana         | n/a Indonesien     | n/a Neuseeland                | Saipan LL Saipan   | n/a Philippinen              |
| 2002 | Central Agana            | n/a Indonesien     | n/a Neuseeland                | Saipan LL Saipan   | n/a Philippinen              |
| 2003 | Central LL Agana         | n/a Indonesien     | kein Teilnehmer               | Saipan LL Saipan   | n/a Philippinen              |
| 2004 | Central East LL Mangilao | Jakarta LL Jakarta | kein Teilnehmer               | Saipan LL Saipan   | n/a Philippinen              |
| 2005 | Central East LL Mangilao | n/a Indonesien     | n/a Neuseeland                | Saipan LL Saipan   | n/a Philippinen              |
| 2006 | Central East LL Mangilao | Jakarta LL Jakarta | Bayside Westhaven LL Auckland | Saipan LL Saipan   | Illam Central LL Makati City |

### Resultate an den Little League World Series
| Jahr | Mannschaft      | Stadt    | Klassierung        | W-L |
| ---- | --------------- | -------- | ------------------ | --- |
| 2001 | Central LL      | Agana    | Int. Halbfinale    | 3–1 |
| 2002 | Central LL      | Agana    | Int. Halbfinale    | 2–2 |
| 2003 | Central LL      | Agana    | 4. Platz, Gruppe D | 0–3 |
| 2004 | Saipan LL       | Saipan   | 4. Platz, Gruppe D | 0–3 |
| 2005 | Central East LL | Mangilao | Int. Halbfinale    | 3–1 |
| 2006 | Saipan LL       | Saipan   | 4. Platz, Gruppe C | 0–3 |

## Region Asien-Pazifik (2007–2012)

### Regionale Meisterschaften
Die jeweiligen Gewinner sind grün markiert.
| Jahr | Australien                              | China                  | Chinesisches Taipeh     | Guam               | Hongkong              | Indien                                      | Indonesien            | Neuseeland                                | Nördliche Marianen | Philippinen                  | Singapur              | Südkorea                     | Thailand            | Vietnam         |
| ---- | --------------------------------------- | ---------------------- | ----------------------- | ------------------ | --------------------- | ------------------------------------------- | --------------------- | ----------------------------------------- | ------------------ | ---------------------------- | --------------------- | ---------------------------- | ------------------- | --------------- |
| 2007 | kein Teilnehmer                         | kein Teilnehmer        | Li-Shing LL Taichung    | Northern LL Dededo | Hong Kong LL Hongkong | kein Teilnehmer                             | Jakarta LL Jakarta    | Bayside Westhaven LL Auckland             | Saipan LL Saipan   | Illam Central LL Makati City | kein Teilnehmer       | Nam Yang Ju Shi LL Namyangju | Sanuk LL Chiang Mai | kein Teilnehmer |
| 2008 | Hills LL Sydney                         | Guangzhou LL Guangzhou | Tung Yuan LL Wanhua     | Southern LL Yona   | Hong Kong LL Hongkong | BB & SB Confederation of India LL New Delhi | Jakarta LL Jakarta    | Bayside Westhaven LL Auckland             | Saipan LL Saipan   | Tanauan LL Batangas          | kein Teilnehmer       | Gyeonggi LL Gyeonggi-do      | Sanuk LL Chiang Mai | kein Teilnehmer |
| 2009 | Waverley LL Victoria                    | kein Teilnehmer        | Kuei-Shan LL Taoyuan    | Central LL Agana   | Hong Kong LL Hongkong | kein Teilnehmer                             | Indonesian LL Jakarta | Auckland Baseball Association LL Auckland | Saipan LL Saipan   | Illam Central LL Makati City | Singapore LL Singapur | Seoul LL Seoul               | Sanuk LL Chiang Mai | kein Teilnehmer |
| 2010 | kein Teilnehmer                         | kein Teilnehmer        | Fu-Hsing LL Kaohsiung   | Northern LL Dededo | Hong Kong LL Hongkong | kein Teilnehmer                             | Indonesian LL Jakarta | n/a Neuseeland                            | kein Teilnehmer    | Illam Central LL Makati City | Singapore LL Singapur | Seoul LL Seoul               | Sanuk LL Chiang Mai | Hanoi LL Hanoi  |
| 2011 | Southern Adelaide Districts LL Adelaide | kein Teilnehmer        | Ching-Tang LL Kaohsiung | Central LL Agana   | Hong Kong LL Hongkong | kein Teilnehmer                             | Indonesian LL Jakarta | Bayside Westhaven Auckland                | Saipan LL Saipan   | Illam Central LL Makati City | Singapore LL Singapur | n/a Südkorea                 | Sanuk LL Chiang Mai | kein Teilnehmer |
| 2012 | Perth Metro North LL Perth              | kein Teilnehmer        | Kuei-Shan LL Taoyuan    | Central LL Agana   | Hong Kong LL Hongkong | kein Teilnehmer                             | Indonesian LL Jakarta | Bayside Westhaven LL Auckland             | Saipan LL Saipan   | Illam Central LL Makati City | kein Teilnehmer       | Busan LL Busan               | Bangkok LL Bangkok  | kein Teilnehmer |

### Resultate an den Little League World Series
| Jahr | Mannschaft    | Stadt     | Klassierung        | W-L |
| ---- | ------------- | --------- | ------------------ | --- |
| 2007 | Li-Shing LL   | Taichung  | Int. Halbfinale    | 2–2 |
| 2008 | Southern LL   | Yona      | 3. Platz, Gruppe C | 1–2 |
| 2009 | Kuei-Shan LL  | Taoyuan   | 2. Platz           | 4–2 |
| 2010 | Fu-Hsing LL   | Kaohsiung | 3. Platz           | 4–1 |
| 2011 | Ching-Tang LL | Kaohsiung | Runde 2            | 1–2 |
| 2012 | Kuei-Shan LL  | Taoyuan   | Runde 2            | 1–2 |

 Stand nach den Little League World Series 2012

## Region Asien-Pazifik und Mittlerer Osten (ab 2013)

### Regionale Meisterschaften
Die jeweiligen Gewinner sind grün markiert.
| Jahr | China                  | Chinesisches Taipeh   | Guam    | Hongkong              | Indien          | Indonesien            | Neuseeland                 | Nördliche Marianen | Philippinen             | Saudi-Arabien               | Singapur              | Südkorea            | Thailand        | Vereinigte Arabische Emirate  | Vietnam         |
| ---- | ---------------------- | --------------------- | ------- | --------------------- | --------------- | --------------------- | -------------------------- | ------------------ | ----------------------- | --------------------------- | --------------------- | ------------------- | --------------- | ----------------------------- | --------------- |
| 2013 | kein Teilnehmer        | Chung-Ping LL Taoyuan | Guam    | Hong Kong LL Hongkong | kein Teilnehmer | Indonesian LL Jakarta | Bayside Westhaven Auckland | Saipan LL Saipan   | Tanauan LL Tanauan City | Arabian American LL Dhahran | Singapore LL Singapur | Südkorea            | Thailand        | Dubai LL Dubai                | kein Teilnehmer |
| 2014 | kein Teilnehmer        | Chinesisch Taipeh     | Guam    | Hong Kong LL Hongkong | kein Teilnehmer | Indonesian LL Jakarta | Philippinen                | Nördliche Marianen | Neuseeland              | Arabian American LL Dhahran | kein Teilnehmer       | Seoul LL Seoul      | kein Teilnehmer | United Arab Emirates LL Dubai | Hanoi LL Hanoi  |
| 2015 | Guangzhou LL Guangzhou | Tuang Yuan LL Taipeh  | Hagåtña | Hong Kong LL Hongkong | kein Teilnehmer | Jakarta               | ILLAM LL Makati            | Saipan LL Saipan   | kein Teilnehmen         | Arabian American LL Dhahran | kein Teilnehmer       | Seoul LL Seoul      | Bangkok         | kein Teilnehmer               | kein Teilnehmer |
| 2016 | China                  | Chinesisch Taipeh     | Guam    | Hongkong              | Indien          | kein Teilnehmer       | Philippinen                | Nördliche Marianen | kein Teilnehmer         | Arabian American LL Dhahran | kein Teilnehmer       | East Seoul LL Seoul | kein Teilnehmer | Vereinigte Arabische Emirate  | kein Teilnehmer |

### Resultate an den Little League World Series
| Jahr | Mannschaft    | Stadt   | Klassierung      | W-L |
| ---- | ------------- | ------- | ---------------- | --- |
| 2013 | Kuei-Shan LL  | Taoyuan | Runde 3          | 2–2 |
| 2014 | Seoul LL      | Seoul   | Weltmeister      | 5–0 |
| 2015 | Tung Yuan LL  | Taipeh  | Runde 3          | 2–2 |
| 2016 | East Seoul LL | Seoul   | Weltmeisterspiel | 4–2 |

 Stand nach den Little League World Series 2016

## Resultate an den Little League World Series nach Nationen
Aufgeführt sind alle Teilnehmer der Asien-Pazifik, der Asien und der Pazifik Region sowie die Vertreter der Gruppe Fern Ost, welche sich für die World Series qualifiziert haben.
| Nation                     | Anzahl Meisterschaften | Anzahl Weltmeisterschaften | W-L an den LLWS | %    |
| -------------------------- | ---------------------- | -------------------------- | --------------- | ---- |
| Taiwan / Chinesisch Taipeh | 31                     | 18                         | 83–21           | .798 |
| Japan                      | 18                     | 6                          | 52–20           | .722 |
| Guam                       | 5                      | 0                          | 9–9             | .500 |
| Südkorea                   | 3                      | 4                          | 15–2            | .882 |
| Nördliche Marianen         | 3                      | 0                          | 1–8             | .111 |
| Philippinen                | 1                      | 0                          | 0–0             | –    |
| Australien                 | 0                      | 0                          | 0–0             | –    |
| Volksrepublik China        | 0                      | 0                          | 0–0             | –    |
| Hongkong                   | 0                      | 0                          | 0–0             | –    |
| Indien                     | 0                      | 0                          | 0–0             | –    |
| Indonesien                 | 0                      | 0                          | 0–0             | –    |
| Neuseeland                 | 0                      | 0                          | 0–0             | –    |
| Singapur                   | 0                      | 0                          | 0–0             | –    |
| Thailand                   | 0                      | 0                          | 0–0             | –    |
| Vietnam                    | 0                      | 0                          | 0–0             | –    |
| Total                      | 58                     | 28                         | 160–60          | .727 |

 Stand nach den Little League World Series 2016 / kursiv = ehemalige Teilnehmer